# Hàn vonfram khí trơ

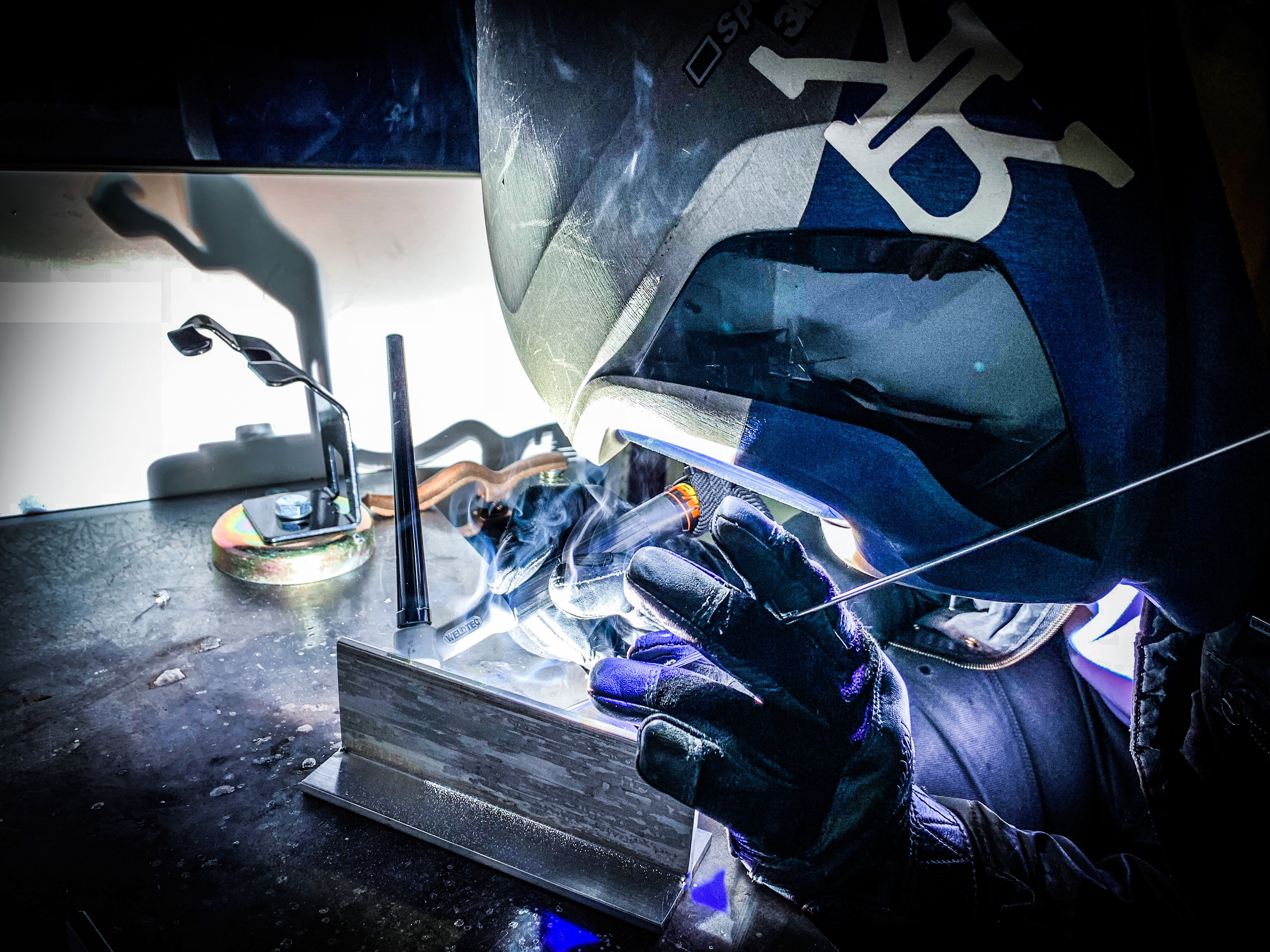
Hàn TIG

Hàn Wolfram khí trơ còn gọi đầy đủ là Hàn hồ quang điện cực không nóng chảy trong môi trường khí trơ, trong tiếng Anh là Tungsteng inert gas, viết tắt là TIG, đây cũng là tên gọi phổ biến của loại hàn này. Hàn TIG được thực hiện bằng một điện cực là wolfram, điện cực còn lại gắn vào vật thể hàn. Khi đưa điện cực wolfram đến gần vật thể hàn sinh ra hồ quang làm nóng chảy que hàn và kết dính. Mối hàn được bảo vệ bởi khí trơ, thường là khí Argon.

## Sự phát triển
Hàn hồ quang điện bắt đầu phát triển chậm sau sự phát hiện khám phá ra hồ quang điện xung ngắn năm 1801 của Humphry Davy và hồ quang điện liên tục năm 1802 của Vasily Petrov. C. L. Coffin có ý tưởng hàn trong môi trường khí trơ vào năm 1890 nhưng đến tận đầu thế kỉ 20, việc hàn các kim loại không chứa sắt như nhôm hay Magie vẫn rất khó khăn bởi vì chúng phản ứng rất nhanh với không khí khiến mối hạn rỗ khí và dắt xỉ. Quá trình hàn bằng điện cực có phủ trợ dung cũng không hoàn toàn bảo vệ mối hàn khỏi nhiễm bẩn. Để giải quyết vấn đề này, khí trơ đóng bình được sử dụng vào đầu những năm 1930. Vài năm sau đó, hàn bằng dòng điện trực tiếp, có sử dụng khí bảo vệ được sử dụng trong ngành công nghiệp hàng không để hàn magie.
Russell Meredith của hãng Northrop Aircraf đã hoàn thiện quy trình vào năm 1941. Ông đặt tên cho quy trình là Heliarc (hồ quang điện heli) vì điện cực volfram và khí heli được sử dụng làm khí bảo vệ, nhưng nó thường được gọi là hàn TIG (viết tắt của tungsten inert gas welding). Hiệp hội hàn Hoa Kỳ gọi tên chính thức là GTAW (viết tắt gas tungsten arc welding). Hãng Linde Air Products đã phát triển nhiều đuốc hàn làm nguội bằng không khí và làm nguội bằng nước cũng như các ống khí để cải thiện tác dụng bảo vệ, cùng các phụ kiện để tăng ứng dụng của quy trình hàn này. Ban đầu, điện cực bị quá nhiệt rất nhanh và các phần volfram dính vào mối hàn dù volfram có nhiệt độ rất cao. Để xử lý vấn đề này, điện cực hàn được đổi từ cực dương sang cực âm nhưng thay đổi này không phù hợp để hàn nhiều kim loại không chứa sắt. Cuối cùng nhờ sự phát triển của dòng điện xoay chiều mà hồ quang trở lên ổn định và cho phép hàn nhôm và magie với chất lượng cao.
Sự phát triển tiếp tục trong các thập niên sau đó. Linde phát triển đuốc hàn làm nguội bằng nước giúp ngăn quá nhiệt khi hàn bằng dòng điện điện áp cao. Những năm 50 của thế kỷ 20, khi quy trình hàn ngày càng được ứng dụng rộng rãi, khí CO2 được dùng thay khí argon và heli làm khí bảo vệ để giảm chi phí nhưng sự thay thế này được chứng minh là không phù hợp để hàn nhôm và magie vì nó làm giảm chất lượng hàn nên CO2 ngày nay hiếm khi được sử dụng. Việc sử dụng khí bảo vệ có chứa hợp chất chứa oxi như CO2 nhanh chóng làm nhiễm bẩn điện cực volfram khiến cho nó không phù hợp với hàn TIG.
Năm 1953, một quy trình mới dựa trên hàn GTAW được phát triển gọi là hàn hồ quang plasma. Quy trình này cho phép dễ dàng điều khiển và cải thiện chất lượng hàn bằng cách sử dụng một chiếc vòi để tập trung hồ quang điện nhưng phương pháp này được sử dụng chủ yếu trong các hệ thống tự động trong khi GTAW vẫn chủ yếu được thực hiện thủ công. Riêng việc hàn GTAW cũng phát triển và đến nay có nhiều biến thể.